# テス (映画)
『テス』 (Tess) は、ロマン・ポランスキー監督、1979年公開のフランス・イギリス映画。
原作はトーマス・ハーディの小説『ダーバヴィル家のテス』。セザール賞では作品賞、監督賞、撮影賞を受賞。第53回アカデミー賞では6部門にノミネートされ、撮影賞、美術賞、衣装デザイン賞を受賞した。

## ストーリー
ある日突然、怠け者で飲んだくれの父の家系が勲爵士だとわかった英国に住む美しい少女テス(テレサ)・ダービフィールドは、金持ちの家ダーバヴィル家に親戚と名乗り、援助を頼みに行かせられる。テスはダーバヴィル家の所有する農場に奉公に行くことになるが、祭りの夜、女主人の息子アレック(アレキサンダー)に犯され、情婦にされてしまう。アレックを愛せないテスは農場を出て行くが、戻った実家でアレックとの子供を出産する。しかし赤子は死んでしまい、その後テスはまた別の遠い酪農場に奉公に行く。
その酪農場には、牧師の息子だが農場主を目指して勉強しているエンジェル・クレアという青年がいた。テスとエンジェルは恋に落ちるが、テスは自分の過去を告白できず、彼との結婚を承諾できない。過去を告白した手紙をドアの下からエンジェルの部屋へ差し込み、翌朝特に何も変化のないエンジェルからのプロポーズを受け入れるが、マットの下に入り込んで手紙が読まれていなかったことに気づく。結婚式の夜、とうとうテスはエンジェルに過去を告白するが、エンジェルはテスを許せずに1人でブラジルへ旅立っていく。
テスは故郷に帰るが、父親が死に、一家は困窮を極めていた。かつて自分を情婦にしたアレックがしつこく援助を申し出るがテスは断り続ける。しかし借地契約期限が父の代で切れたために貸家を追い出され、ダーバヴィル家縁の地へ移るが、前金を払っておらず家を借りることも出来ない。母親ときょうだいの為にテスはアレックからの援助を受け家族は家を借りることが出来、再び情婦として彼の元で暮らし始める。
時が流れ、テスを許したエンジェルは帰国後彼女を迎えに行くが、アレックの情婦となっていたテスは彼を追い返すことしか出来ない。だがアレックの暴言に激昂したテスはアレックを刺殺しエンジェルを追いかけ2人でブラジルに逃亡するつもりで各地を彷徨うが、とうとうストーンヘンジのある野原で捕まる。その後テスは処刑される。

## キャスト
- テス・ダービフィールド - ナスターシャ・キンスキー（吹替：岡本茉利）： 貧しい農家の長女。
- エンジェル・クレア - ピーター・ファース（吹替：角野卓造）： 裕福な牧師の末息子。農家志望。
- アレック・ダーバヴィル - リー・ローソン（英語版）（吹替：津嘉山正種）： 裕福な家の放蕩息子。旧姓はストーク。
- トリンガム司祭 - トニー・チャーチ（英語版）（吹替：筈見純）： ジョン・ダービフィールドに先祖は勲爵士だったと告げた牧師。
- ジョン・ダービフィールド - ジョン・コリン（英語版）（吹替：北村和夫）： テスの父。怠け者の行商人。
- クレア氏 - デイヴィッド・マーカム（吹替：松岡文雄）： 牧師。エンジェルの父。
- ダービフィールド夫人 - ローズマリー・マーティン（英語版）： テスの母。
- マーロット村の牧師 - リチャード・ピアソン（英語版）（吹替：嶋俊介）
- マリアン - キャロリン・ピックルズ（英語版）： テスの乳搾り仲間。
- クレア夫人 - パスカル・ド・ボワッソン（英語版）（吹替：鈴木れい子）： エンジェルの母。
- ダーバーヴィル夫人 - シルヴィア・コールリッジ（英語版）（吹替：京田尚子）： アレックの母。
- マーシー・チャント - アリエル・ドンバール（吹替：横尾まり）： クレア氏の友人の娘でエンジェルの幼なじみ。
  - 日本語吹替 - 初回放送1984年12月30日 日本テレビ『年忘れ映画劇場』※本編ノーカット。キングレコードから発売の4Kリマスター版ブルーレイに収録。

## 受賞
- アカデミー賞：撮影賞、美術賞、衣装デザイン賞
- ゴールデングローブ賞：外国語映画賞、新人女優賞
- 英国アカデミー賞：撮影賞
- セザール賞：作品賞、監督賞、撮影賞
- ニューヨーク映画批評家協会賞：撮影賞
- ロサンゼルス映画批評家協会賞：監督賞、撮影賞